# Longusorbis
Longusorbiidae
Famille
Genre
Longusorbis est un genre fossile de crabes connu du Crétacé à l'Éocène, le seul de la famille également éteinte des Longusorbiidae,. Il comporte trois espèces.

## Liste des espèces
- † Longusorbis cuniculosus Richards, 1975
- † Longusorbis eutychius Schweitzer, Feldmann & Karasawa, 2007
- † Longusorbis quadratus Fraaije, Vega, van Bakel & Garibay-Romero, 2006